# Guerras de Coalición
Las guerras de Coalición (en francés: Guerres de Coalitions; en alemán: Koalitionskriege; en neerlandés: Coalitieoorlogen, etc.) fueron una serie de siete guerras libradas por varias alianzas militares, conocidas como las coaliciones, entre las grandes potencias europeas contra la Francia revolucionaria, y desde 1796 en adelante y más tarde el emperador Napoleón Bonaparte.
Las Guerras de Coalición fueron:
- Guerra de la Primera Coalición (abril de 1792 - octubre de 1797)
- Guerra de la Segunda Coalición (1798/99 - 1801/02)
- Guerra de la Tercera Coalición (1803/05 - diciembre de 1805)
- Guerra de la Cuarta Coalición (octubre de 1806 - julio de 1807)
- Guerra de la Quinta Coalición (abril - octubre 1809)
- Guerra de la Sexta Coalición (marzo de 1813 - mayo de 1814)
- Guerra de la Séptima Coalición, también conocida como los Cien Días (marzo - julio de 1815)

## Terminología

### Etimología
Uno de los primeros usos del término puede encontrarse en el informe Tribunat de 1803, titulado Résultats des guerres, des négociations et des traités qui ont préced́é et suivi la coalition contre la France («Resultados de las guerras, negociaciones y tratados que precedieron y siguieron a la Coalición contra Francia»). Acerca de la situación en abril de 1793, cuando el general Carlos Francisco Dumouriez acababa de ser derrotado en la Batalla de Neerwinden (1793) y desertó hacia Austria, causando desesperación en Francia, afirma: Les événements de cette époque sont les plus pénibles à décrire de tous ceux qui ont signalé«les guerres de la coalition». («Los eventos de ese tiempo son los más dolorosos de describir de todos aquellos que marcaron las guerras de la coalición».)
En enero de 1805, el Salzburger Intelligenzblatt fue uno de los primeros en contar las Guerras de la Coalición cuando discutió Das Staatsinteresse von Baiern bei dem dritten Koalitions-Kriege («El interés nacional de Baviera en la Tercera Guerra de Coalición»). Aunque la Tercera Coalición se había formado en ese momento, la guerra todavía no había estallado; el periódico austríaco discutió por qué el vecino Electorado de Baviera probablemente estaría al lado de la República Francesa en lugar de la Coalición encabezada por Austria. El 30 de septiembre de 1805, unos días después del lanzamiento de la Campaña de Ulm, el emperador Napoleón se dirigió a sus tropas en Estrasburgo, comenzando su discurso con las palabras: Soldats, la guerre de la troisième coalition est commencée, («Soldados, la guerra de la tercera coalición ha comenzado»)

### Comparación con otros términos
El término es distinto de «Guerras Revolucionarias Francesas», que cubre cualquier guerra que involucre a Francia Revolucionaria entre 1792 y 1799, cuando Napoleón tomó el poder con el Golpe de Estado del 18 de brumario (9 de noviembre de 1799), que generalmente se considera el final de la Revolución Francesa. Desde que la Guerra de la Segunda Coalición (1798-1802) ya había comenzado cuando Napoleón tomó el poder, la guerra como un todo, puede o no, contarse entre las Guerras Revolucionarias Francesas, que por lo tanto pueden terminar en 1799, 1801 Tratado de Lunéville o 1802 Tratado de Amiens

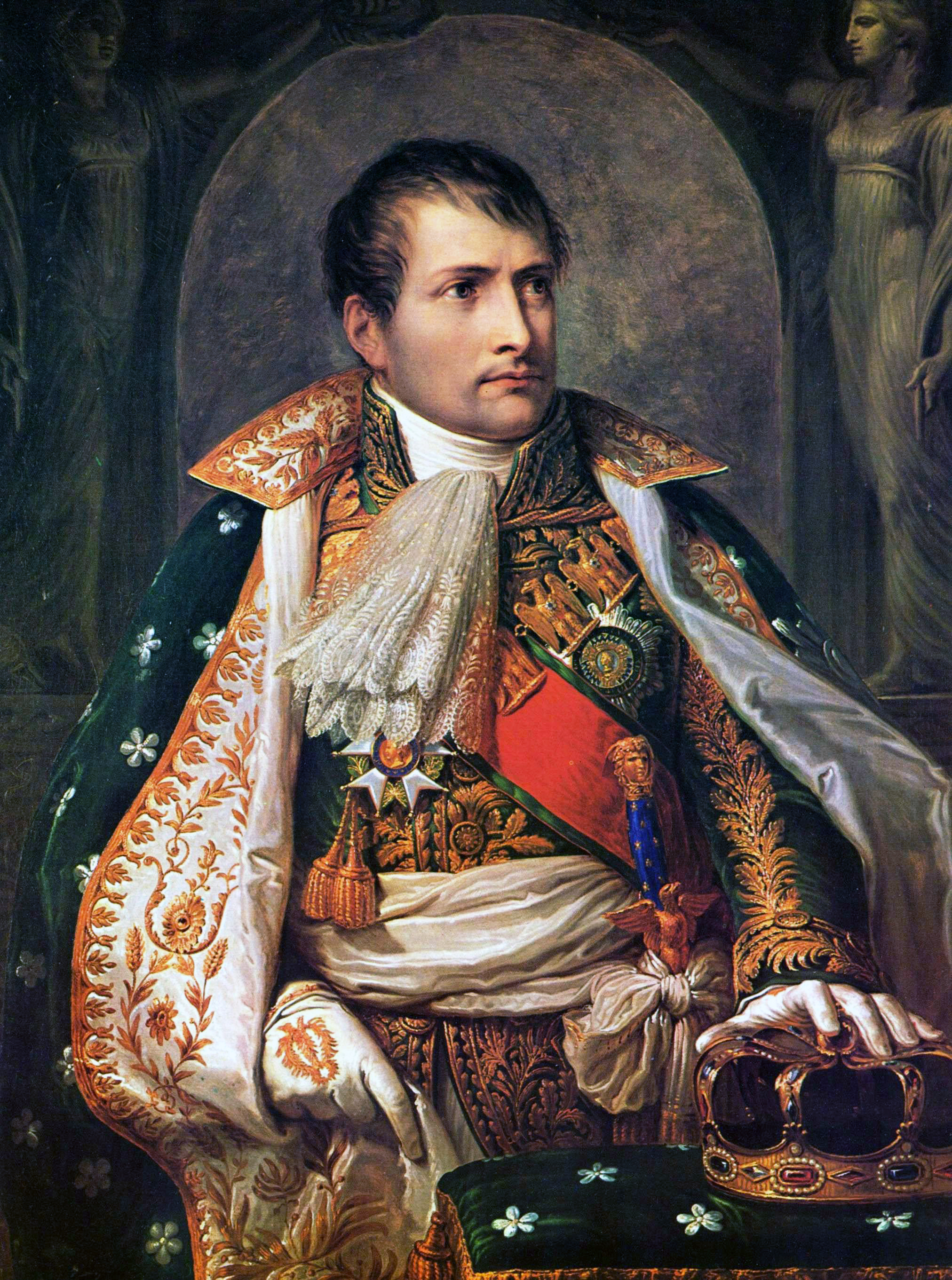
Napoleón, por Andrea Appiani (1805).

También difiere de las «guerras napoleónicas», que se define de diversas maneras como que cubren cualquier guerra que involucre a Francia gobernada por Napoleón entre 1799 y 1815 —incluye la Guerra de la Segunda Coalición, 1798-1802—, o que no comienza hasta la Guerra de la Tercera Coalición —1803/1805, dependiendo de la periodización—.  En este último caso, los historiadores no califican a la Guerra de la Segunda Coalición como «napoleónica», ya que Napoleón no la inició él mismo, sino que simplemente la «heredó» del Directorio Revolucionario Francés que derrocó durante la guerra.
Debido a que únicamente se refiere a las guerras que involucran a cualquiera de los partidos de la Coalición, no todas las guerras contadas entre las Guerras Revolucionarias y Napoleónicas Francesas son consideradas «Guerras de Coalición». Por ejemplo, la invasión francesa de Suiza (1798, entre la Primera y Segunda Coalición), la Stecklikrieg (1802, entre la Segunda y la Tercera Coalición) y la invasión napoleónica de Rusia (1812, entre la Quinta y Sexta Coalición) no fueron Guerras de Coalición, ya que Francia luchó contra un único oponente.

## Partes de la coalición
Las principales potencias europeas que forjaron las diversas Coaliciones antifrancesas fueron Gran Bretaña, Rusia, Austria y Prusia, aunque a excepción de Gran Bretaña no todas ellas estuvieron involucradas en todas las Coaliciones. Los poderes más pequeños que ocasionalmente se unieron a las Coaliciones incluyen a España, Nápoles, Piamonte-Cerdeña, la República Holandesa, el Imperio Otomano, Portugal, Suecia, Dinamarca-Noruega y varios estados alemanes e italianos. En la Quinta Coalición se vino abajo cuando uno o más partidos fueron derrotados por Francia y se vieron obligados a abandonar la alianza, y algunos se convirtieron en aliados franceses; en la Sexta y la Séptima fueron disueltas después de que Napoleón fue derrotado en 1814 y 1815 y se estableció un nuevo equilibrio de poder entre las partes en el Congreso de Viena.
| Leyenda |
| --- |
| participante en la coalición neutral aliado o anexionado a Francia Paz con Francia por separado conquistado por Francia → Abandona la coalición |

| 1                 | Reino de Gran Bretaña (hasta 1801)       | Si                                                           | Si                                                           | Si                                                           | Si                                                           |                                                                                       |                                                                                       |                                                                                       |                                                                                       |                                                                                       |                                                                                       |                                                                                       |                                                                                       |                                                                                       |                                                                                       |                                                      |                                                      |                                                      |                                                      |
| 1                 | Reino Unido de Gran Bretaña e Irlanda    |                                                              |                                                              | Si                                                           | Si                                                           | Si                                                                                    | Si                                                                                    | Si                                                                                    | Si                                                                                    | Si                                                                                    | Si                                                                                    | Si                                                                                    | Si                                                                                    | Si                                                                                    | Si                                                                                    |                                                      |                                                      |                                                      |                                                      |
| 2                 | Imperio austriaco (desde 1804)           |                                                              |                                                              |                                                              |                                                              |                                                                                       | Si                                                                                    | neutral                                                                               | neutral                                                                               | neutral                                                                               | neutral                                                                               | Si                                                                                    | Si (desde 1813)                                                                       | Si (desde 1813)                                                                       | Si                                                                                    |                                                      |                                                      |                                                      |                                                      |
| 3                 | Reino de Prusia (territorios exteriores) | Si                                                           | (1795)                                                       | neutralidad benévola                                         | neutralidad benévola                                         | neutralidad benévola                                                                  | neutralidad benévola                                                                  | Si                                                                                    | Si                                                                                    | Aliado de Francia                                                                     | Aliado de Francia                                                                     | Aliado de Francia                                                                     | Si (desde 1813)                                                                       | Si (desde 1813)                                                                       | Si                                                                                    |                                                      |                                                      |                                                      |                                                      |
| 4                 | Reino de España                          | Si                                                           | (1795)                                                       | Aliado de Francia                                            | Aliado de Francia                                            | Aliado de Francia                                                                     | Aliado de Francia                                                                     | Aliado de Francia                                                                     | Aliado de Francia                                                                     | Aliado de Francia                                                                     | Si                                                                                    | Si                                                                                    | Si                                                                                    | Si                                                                                    | Si                                                                                    |                                                      |                                                      |                                                      |                                                      |
| 5                 | Provincias Unidas (hasta 1795)           | Si                                                           | (1795)                                                       | Aliados de Francia (República Bátava y Reino de Holanda)     | Aliados de Francia (República Bátava y Reino de Holanda)     | Aliados de Francia (República Bátava y Reino de Holanda)                              | Aliados de Francia (República Bátava y Reino de Holanda)                              | Aliados de Francia (República Bátava y Reino de Holanda)                              | Aliados de Francia (República Bátava y Reino de Holanda)                              | Aliados de Francia (República Bátava y Reino de Holanda)                              | Aliados de Francia (República Bátava y Reino de Holanda)                              | Anexión a Francia                                                                     | Anexión a Francia                                                                     |                                                                                       |                                                                                       |                                                      |                                                      |                                                      |                                                      |
| 5                 | Principado Soberano de los P. Bajos      |                                                              |                                                              |                                                              |                                                              |                                                                                       |                                                                                       |                                                                                       |                                                                                       |                                                                                       |                                                                                       |                                                                                       |                                                                                       | Si (desde 1813)                                                                       | Si (desde 1813)                                                                       |                                                      |                                                      |                                                      |                                                      |
| 6                 | Reino de Portugal                        | Si                                                           | Si                                                           | Si                                                           | (1801)                                                       | neutralidad forzosa                                                                   | neutralidad forzosa                                                                   | neutralidad forzosa                                                                   | neutralidad forzosa                                                                   | Si                                                                                    | Si                                                                                    | Si                                                                                    | Si                                                                                    | Si                                                                                    | Si                                                                                    |                                                      |                                                      |                                                      |                                                      |
| 7                 | Imperio ruso                             | neutralidad                                                  | neutralidad                                                  | Si                                                           | (1799)→                                                      | neutral                                                                               | Si (desde 1805)                                                                       | Si                                                                                    | Si                                                                                    | Aliado de Francia                                                                     | Aliado de Francia                                                                     | Aliado de Francia                                                                     | Si                                                                                    | Si                                                                                    | Si                                                                                    |                                                      |                                                      |                                                      |                                                      |
| 8                 | Orden de Malta                           | neutralidad                                                  | neutralidad                                                  | Si                                                           | (1798)                                                       | neutralidad (restaurado su dominio bajo soberanía británica)                          | neutralidad (restaurado su dominio bajo soberanía británica)                          | neutralidad (restaurado su dominio bajo soberanía británica)                          | neutralidad (restaurado su dominio bajo soberanía británica)                          | neutralidad (restaurado su dominio bajo soberanía británica)                          | neutralidad (restaurado su dominio bajo soberanía británica)                          | neutralidad (restaurado su dominio bajo soberanía británica)                          | neutralidad (restaurado su dominio bajo soberanía británica)                          | neutralidad (restaurado su dominio bajo soberanía británica)                          | neutralidad (restaurado su dominio bajo soberanía británica)                          |                                                      |                                                      |                                                      |                                                      |
| 9                 | Imperio otomano                          | neutralidad                                                  | neutralidad                                                  | Si                                                           | Si                                                           | neutralidad benévola (Guerra ruso-turca (1806-1812) y Guerra anglo-turca (1807-1809)) | neutralidad benévola (Guerra ruso-turca (1806-1812) y Guerra anglo-turca (1807-1809)) | neutralidad benévola (Guerra ruso-turca (1806-1812) y Guerra anglo-turca (1807-1809)) | neutralidad benévola (Guerra ruso-turca (1806-1812) y Guerra anglo-turca (1807-1809)) | neutralidad benévola (Guerra ruso-turca (1806-1812) y Guerra anglo-turca (1807-1809)) | neutralidad benévola (Guerra ruso-turca (1806-1812) y Guerra anglo-turca (1807-1809)) | neutralidad benévola (Guerra ruso-turca (1806-1812) y Guerra anglo-turca (1807-1809)) | neutralidad benévola (Guerra ruso-turca (1806-1812) y Guerra anglo-turca (1807-1809)) | neutralidad benévola (Guerra ruso-turca (1806-1812) y Guerra anglo-turca (1807-1809)) | neutralidad benévola (Guerra ruso-turca (1806-1812) y Guerra anglo-turca (1807-1809)) |                                                      |                                                      |                                                      |                                                      |
| 10                | Imperio Persa                            | neutralidad benévola (Expedición persa de 1796)              | neutralidad benévola (Expedición persa de 1796)              | neutralidad benévola (Expedición persa de 1796)              | neutralidad benévola (Expedición persa de 1796)              | neutralidad benévola (Expedición persa de 1796)                                       | neutralidad benévola (Expedición persa de 1796)                                       | neutralidad benévola (Expedición persa de 1796)                                       | Aliado de Francia (Tratado de Finckenstein)                                           | Aliado de Francia (Tratado de Finckenstein)                                           | Aliado de Francia (Tratado de Finckenstein)                                           | Aliado de Francia (Tratado de Finckenstein)                                           | Aliado de Francia (Tratado de Finckenstein)                                           | neutralidad forzosa (Guerra ruso-persa de 1804-1813)                                  | neutralidad forzosa (Guerra ruso-persa de 1804-1813)                                  | neutralidad forzosa (Guerra ruso-persa de 1804-1813) | neutralidad forzosa (Guerra ruso-persa de 1804-1813) | neutralidad forzosa (Guerra ruso-persa de 1804-1813) | neutralidad forzosa (Guerra ruso-persa de 1804-1813) |
| 11                | Suecia                                   | neutralidad                                                  | neutralidad                                                  | neutralidad                                                  | neutralidad                                                  | Si (desde 1805)                                                                       | Si (desde 1805)                                                                       | Si                                                                                    | Si                                                                                    | Si                                                                                    | Si                                                                                    | neutral                                                                               | Si                                                                                    | Si                                                                                    | Si                                                                                    |                                                      |                                                      |                                                      |                                                      |
| 12                | Reino de Dinamarca y Noruega             | neutralidad benévola (Primera batalla de Copenhague en 1801) | neutralidad benévola (Primera batalla de Copenhague en 1801) | neutralidad benévola (Primera batalla de Copenhague en 1801) | neutralidad benévola (Primera batalla de Copenhague en 1801) | neutralidad benévola (Primera batalla de Copenhague en 1801)                          | neutralidad benévola (Primera batalla de Copenhague en 1801)                          | neutralidad benévola (Primera batalla de Copenhague en 1801)                          | neutralidad benévola (Primera batalla de Copenhague en 1801)                          | Aliado de Francia                                                                     | Aliado de Francia                                                                     | Aliado de Francia                                                                     | Aliado de Francia                                                                     | Aliado de Francia                                                                     | Si                                                                                    |                                                      |                                                      |                                                      |                                                      |
| 13                | Suiza                                    | Aliado de Francia                                            | Aliado de Francia                                            | Aliado de Francia                                            | Aliado de Francia                                            | Aliado de Francia                                                                     | Aliado de Francia                                                                     | Aliado de Francia                                                                     | Aliado de Francia                                                                     | Aliado de Francia                                                                     | Aliado de Francia                                                                     | Aliado de Francia                                                                     | Aliado de Francia                                                                     | Aliado de Francia                                                                     | Si                                                                                    |                                                      |                                                      |                                                      |                                                      |
| Estados italianos |                                          |                                                              |                                                              |                                                              |                                                              |                                                                                       |                                                                                       |                                                                                       |                                                                                       |                                                                                       |                                                                                       |                                                                                       |                                                                                       |                                                                                       |                                                                                       |                                                      |                                                      |                                                      |                                                      |
| 14                | Reino de Cerdeña (parte continental)     | Si                                                           | (1796)                                                       | neutral                                                      | Anexión a Francia                                            | Anexión a Francia                                                                     | Anexión a Francia                                                                     | Anexión a Francia                                                                     | Anexión a Francia                                                                     | Anexión a Francia                                                                     | Anexión a Francia                                                                     | Anexión a Francia                                                                     | Anexión a Francia                                                                     | Anexión a Francia                                                                     | Anexión a Francia                                                                     |                                                      |                                                      |                                                      |                                                      |
| 14                | Reino de Cerdeña (isla de Cerdeña)       | Si                                                           | (1796)                                                       | neutral                                                      | neutralidad forzosa                                          | neutralidad forzosa                                                                   | neutralidad forzosa                                                                   | neutralidad forzosa                                                                   | neutralidad forzosa                                                                   | neutralidad forzosa                                                                   | neutralidad forzosa                                                                   | Si                                                                                    | Si                                                                                    | Si                                                                                    | Si                                                                                    |                                                      |                                                      |                                                      |                                                      |
| 15                | Gran Ducado de Toscana                   | neutralidad                                                  | neutralidad                                                  | Si                                                           | (1799)→                                                      | Aliado de Francia (Reino de Etruria)                                                  | Aliado de Francia (Reino de Etruria)                                                  | Aliado de Francia (Reino de Etruria)                                                  | Aliado de Francia (Reino de Etruria)                                                  | Anexión a Francia                                                                     | Anexión a Francia                                                                     | Anexión a Francia                                                                     | Anexión a Francia                                                                     | Anexión a Francia                                                                     | Si                                                                                    |                                                      |                                                      |                                                      |                                                      |
| 16                | Reino de Nápoles                         | Si                                                           | (1796)                                                       | Si                                                           | (1801)                                                       | Si                                                                                    | (1806)                                                                                | Aliado de Francia (José Bonaparte y Joaquín Murat)                                    | Aliado de Francia (José Bonaparte y Joaquín Murat)                                    | Aliado de Francia (José Bonaparte y Joaquín Murat)                                    | Aliado de Francia (José Bonaparte y Joaquín Murat)                                    | Aliado de Francia (José Bonaparte y Joaquín Murat)                                    | Aliado de Francia (José Bonaparte y Joaquín Murat)                                    | Aliado de Francia (José Bonaparte y Joaquín Murat)                                    | Aliado de Francia (José Bonaparte y Joaquín Murat)                                    |                                                      |                                                      |                                                      |                                                      |
| 16                | Reino de Sicilia                         | Si                                                           | (1796)                                                       | Si                                                           | (1801)                                                       | Si                                                                                    | Si                                                                                    | Si                                                                                    | Si                                                                                    | Si                                                                                    | Si                                                                                    | Si                                                                                    | Si                                                                                    | Si                                                                                    | Si                                                                                    |                                                      |                                                      |                                                      |                                                      |
| Estados alemanes  |                                          |                                                              |                                                              |                                                              |                                                              |                                                                                       |                                                                                       |                                                                                       |                                                                                       |                                                                                       |                                                                                       |                                                                                       |                                                                                       |                                                                                       |                                                                                       |                                                      |                                                      |                                                      |                                                      |
| 17                | Sacro Imperio Romano                     | Si                                                           | Si                                                           | Si                                                           | Si                                                           | Si                                                                                    | (1806)                                                                                | Aliado de Francia (Confederación del Rin)                                             | Aliado de Francia (Confederación del Rin)                                             | Aliado de Francia (Confederación del Rin)                                             | Aliado de Francia (Confederación del Rin)                                             | Aliado de Francia (Confederación del Rin)                                             | Aliado de Francia (Confederación del Rin)                                             |                                                                                       |                                                                                       |                                                      |                                                      |                                                      |                                                      |
| 18                | Monarquía Habsburgo (hasta 1804)         | Si                                                           | Si                                                           | Si                                                           | Si                                                           | Si                                                                                    |                                                                                       |                                                                                       |                                                                                       |                                                                                       |                                                                                       |                                                                                       |                                                                                       |                                                                                       |                                                                                       |                                                      |                                                      |                                                      |                                                      |
| 19                | Reino de Prusia (parte del Imperio)      | Si                                                           | (1795)                                                       | neutral                                                      | neutral                                                      | neutral                                                                               | neutral                                                                               | Si                                                                                    | Si                                                                                    | neutral                                                                               | neutral                                                                               | neutral                                                                               | Si (desde 1813)                                                                       | Si (desde 1813)                                                                       | Si                                                                                    |                                                      |                                                      |                                                      |                                                      |
| 20                | Hanover (Unión personal a Gran Bretaña)  | Si                                                           | Si                                                           | Si                                                           | Si                                                           | Si                                                                                    | Si                                                                                    | Aliado de Francia (Reino de Westfalia)                                                | Aliado de Francia (Reino de Westfalia)                                                | Aliado de Francia (Reino de Westfalia)                                                | Aliado de Francia (Reino de Westfalia)                                                | Aliado de Francia (Reino de Westfalia)                                                | Aliado de Francia (Reino de Westfalia)                                                | Aliado de Francia (Reino de Westfalia)                                                |                                                                                       |                                                      |                                                      |                                                      |                                                      |
| 20                | Reino de Hanover                         |                                                              |                                                              |                                                              |                                                              |                                                                                       |                                                                                       |                                                                                       |                                                                                       |                                                                                       |                                                                                       |                                                                                       |                                                                                       |                                                                                       | Si                                                                                    |                                                      |                                                      |                                                      |                                                      |
| 21                | Electorado de Sajonia                    | neutralidad                                                  | neutralidad                                                  | neutralidad                                                  | neutralidad                                                  | Si                                                                                    | neutral                                                                               |                                                                                       |                                                                                       |                                                                                       |                                                                                       |                                                                                       |                                                                                       |                                                                                       |                                                                                       |                                                      |                                                      |                                                      |                                                      |
| 21                | Reino de Sajonia                         |                                                              |                                                              |                                                              |                                                              |                                                                                       |                                                                                       | Aliado de Francia                                                                     | Aliado de Francia                                                                     | Aliado de Francia                                                                     | Aliado de Francia                                                                     | Aliado de Francia                                                                     | Aliado de Francia                                                                     | Aliado de Francia                                                                     | Si                                                                                    |                                                      |                                                      |                                                      |                                                      |
| 22                | Reino de Baviera                         |                                                              |                                                              |                                                              |                                                              |                                                                                       |                                                                                       | Aliado de Francia                                                                     | Aliado de Francia                                                                     | Aliado de Francia                                                                     | Aliado de Francia                                                                     | Aliado de Francia                                                                     | Aliado de Francia                                                                     | Aliado de Francia                                                                     | Si                                                                                    |                                                      |                                                      |                                                      |                                                      |
| 23                | Reino de Wurtemberg                      |                                                              |                                                              |                                                              |                                                              |                                                                                       |                                                                                       | Aliado de Francia                                                                     | Aliado de Francia                                                                     | Aliado de Francia                                                                     | Aliado de Francia                                                                     | Aliado de Francia                                                                     | Aliado de Francia                                                                     | Aliado de Francia                                                                     | Si                                                                                    |                                                      |                                                      |                                                      |                                                      |
| 24                | Gran Ducado de Baden                     |                                                              |                                                              |                                                              |                                                              |                                                                                       |                                                                                       | Aliado de Francia                                                                     | Aliado de Francia                                                                     | Aliado de Francia                                                                     | Aliado de Francia                                                                     | Aliado de Francia                                                                     | Aliado de Francia                                                                     | Aliado de Francia                                                                     | Si                                                                                    |                                                      |                                                      |                                                      |                                                      |